# Хасидей Ашкеназ
Хасиде́й Ашкена́з (от ивр. חֲסִידֵי אַשְׁכְּנַז‎ — «благочестивые ашкеназы», также хасиди́м ришони́м или йе́кке) — еврейское мистическое аскетическое движение, которое возникло в Регенсбурге (Южная Германия) и распространилось в общинах Шпайера, Майнца, Вормса и других городов долины Рейна, а также во Франции.
Период расцвета движения — вторая половина XII и первая половина XIII веков.
Учение Хасидей Ашкеназ занимает промежуточное положение между еврейской философией и каббалой. Явилось одним из формирующих факторов, оказавших влияние на развитие еврейской мысли в эпоху Средневековья.